# 4346 Whitney
4346 Whitney este un asteroid din centura principală, descoperit pe 23 februarie 1988 de Andrew Noymer.